# Fuck for Forest

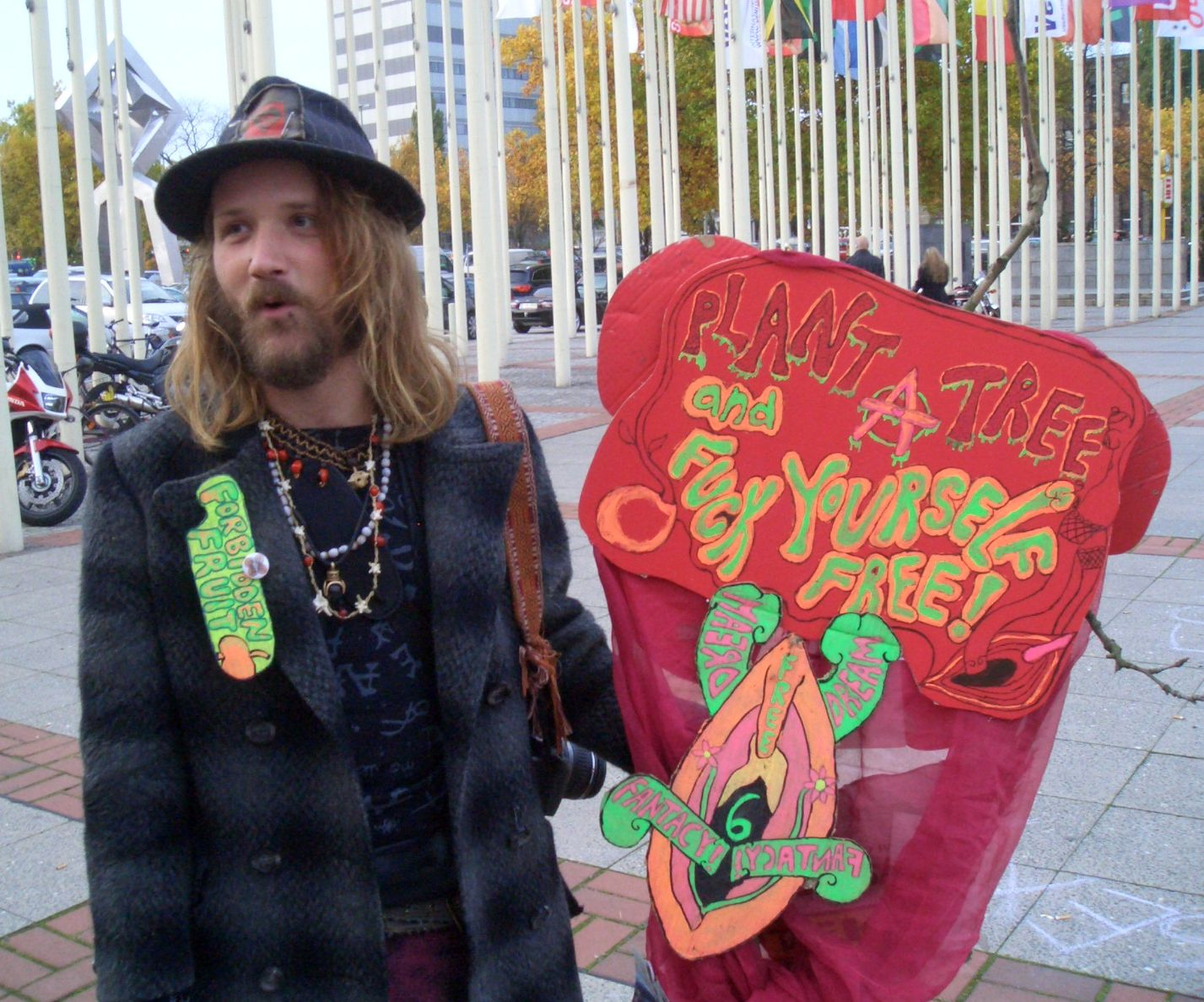
Tommy Hol Ellingsen, uno de los creadores de FFF

Fuck for forest o FFF es una organización ecologista fundada en Noruega por Leona Johansson y Tommy Hol Ellingsen que recauda dinero para rescatar las selvas pluviales mundiales, produciendo material pornográfico y teniendo relaciones sexuales en público. En sus primeros seis meses de existencia el grupo recibió financiación inicial del gobierno de Noruega.

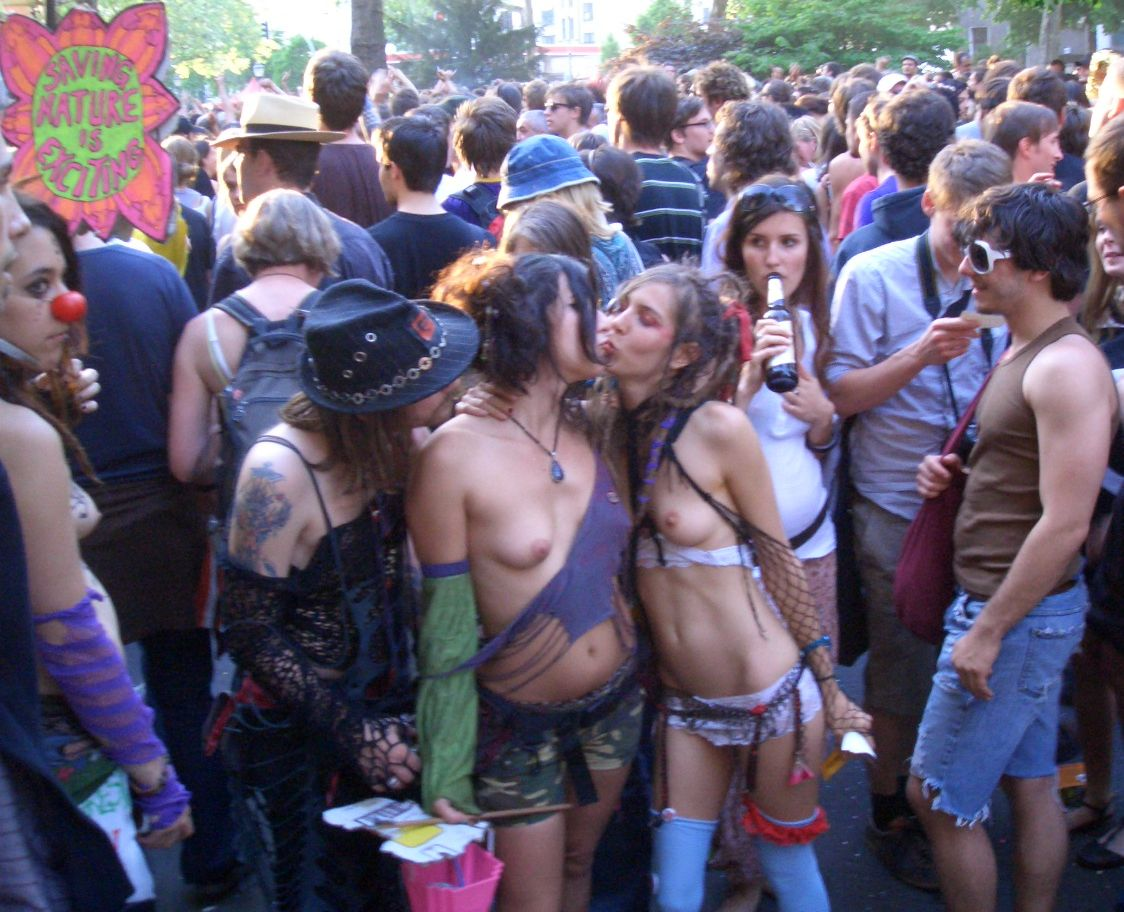
Activistas de FFF en el Karneval der Kulturen (Carnaval de las culturas) en Berlín, 2008.

El grupo ganó notoriedad cuando dos de sus miembros tuvieron relaciones sexuales en un escenario durante el concierto del Quart Festival en que actuaba el cantante noruego Kristopher Schau y su banda The Cumshots, después de realizar una breve charla sobre el impacto que los humanos tienen en los bosques naturales. Huyendo de los problemas legales que se derivaron de la ley (incluida una multa impuesta al grupo después de que su miembro masculino bajó sus pantalones en una sala de audiencias noruega en Kristiansand), la organización trasladó su sede a Berlín, Alemania.
En sus primeros años de existencia, la página web de la organización recaudó más de 500.000 dólares para la protección de la selva mediante la venta de membresías de pago, una vez descontados los costes legales y multas. De todos modos, los poco ortodoxos métodos de Fuck for Forest han hecho que les resulte difícil distribuir el dinero que han conseguido. WWF tanto de Noruega como de los Países Bajos rechazaron aceptar donaciones de FFF. Como consecuencia, Fuck for Forest trabajó a continuación en un proyecto para trabajar directamente con las comunidades indígenas de Costa Rica y la Selva amazónica brasileña.
La sociedad se disolvió en 2016.